# Королевский корпус связи
Королевский корпус связи (англ. Royal Corps of Signals), также известный как Королевские связисты (англ. Royal Signals или сокращённо R SIGNALS) — вспомогательное формирование Британской армии, отвечающее за предоставление связи и информации в ходе как отдельных сражений, так и при планировании операций. Подразделения Королевских связистов предоставляют Британской армии полную инфраструктуру коммуникаций вне зависимости от места дислокации британских войск, отвечают за установку, настройку и обслуживание любых аппаратных средств и информационных систем, поддержку связи с командованием и штаб-квартирой, ведением радиоэлектронной борьбы против вражеских сил и коммуникаций.

## Личный состав

### Обучение по специальностям
Общее обучение офицеров Королевского корпуса связи ведётся в Королевском военном училище, а более углублённое обучение — в Королевской школе связи на военной базе Блэндфорд в графстве Дорсет. Рядовой состав обычно проходит обучение такое, как обычные солдаты и вспомогательный персонал, в Учебном полку Британской армии в Уинчестере, а затем переходит к специальному обучению в 11-м полку связи. Существует шесть специальностей, доступные для обучения мужчин и женщин в звании не выше уорент-офицера первого класса:
- Оператор систем коммуникации (англ. Communication Systems Operator) — военная радиотехника и общие системы связи.
- Инженер систем коммуникации (англ. Communication Systems Engineer) — компьютерные сети, сбор и передача данных.
- Электрик систем коммуникации (англ. Communication Electrician) — обслуживание и ремонт генераторов, предоставление электроэнергии.
- Специалист по логистике коммуникаций (англ. Communication Logistic Specialist) — расчёт необходимого оборудования и его перевозка.
- Техник-установщик (англ. Installation Technician) — установка и ремонт оптоволоконных и телефонных систем.
- Оператор систем радиоэлектронной борьбы (англ. Electronic Warfare Systems Operator) — перехват вражеских коммуникаций и их глушение.

Штаб-сержанты и уорент-офицеры работают в одной из пяти предоставленных сфер управления:
- Йомен-связист[англ.] — планирование, развёртывание и управление военными тактическими или стратегическими средствами связи.
- Йомен-связист (радиоэлектронная борьба) — планирование, развёртывание и управление военными тактическими или стратегическими системами радиоэлектронной борьбы.
- Мастер-связист[англ.] — установка, обслуживание, ремонт и оперативность военных тактических или стратегических средств связи.
- Мастер-связист (радиоэлектронная борьба) — установка, обслуживание, ремонт и оперативность военных тактических или стратегических информационных систем.
- Полковая служба — обыденные солдатские обязанности.

Чаще всего полковую службу несут штаб-сержанты, однако они же занимаются работой и в одной из сфер управления.

## История
В 1870 году было образовано телеграфное подразделение «C» Корпуса королевских инженеров под командованием капитана Монтега Ламберта. Это было первое подразделение войск связи в Великобритании: оно занималось обеспечением связи между британскими войсками при помощи проволочного и оптического телеграфа. Численность подразделения номинально составляла 135 человек (в том числе 2 офицера). В 1871 году она возросла до 250 человек (в том числе 5 офицеров), а в 1879 году подразделение телеграфистов приняло боевое крещение в англо-зулусской войне. 1 мая 1884 года был образован Телеграфный батальон Королевских инженеров (англ. Telegraph Battalion Royal Engineers) из двух дивизионов.
В 1908 году роль телеграфных подразделений перешла к Службе связи Королевских инженеров (англ. Royal Engineers Signal Service), которая занималась развитием беспроволочного телеграфа и мотоциклетных курьеров. Служба связи работала и во время Первой мировой войны. 28 июня 1920 года военный министр Уинстон Черчилль подписал распоряжение об образовании Корпуса связи (англ. Corps of Signals) как правопреемника Службы связи, а спустя шесть недель король Георг V утвердил официальное название для нового подразделения — «Королевский корпус связи» по аналогии с Корпусом королевских инженеров.
Для службы в Королевском корпусе связи в довоенные годы привлекались добровольцы ростом не ниже 157 см, которым предстояло служить 8 лет в Корпусе и ещё 4 года в запасе. Обучение велось в Учебном центре связи в лагере Кэттерик. Все добровольцы также обучались верховой езде. В годы Второй мировой войны солдаты корпуса были задействованы на всех театрах военных действий, к концу войны численность корпуса достигла 8518 офицеров и 142 472 солдат. Одним из известнейших бойцов корпуса стал награждённый Воинской медалью Томас Уотерс, который прокладывал телефонную линию под плотным огнём противников через мост через Канский канал во время высадки союзников в Нормандии.
В годы Холодной войны основной штаб корпуса располагался там же, где базировалась Группа британских войск на Рейне. Он участвовал в кампаниях в Палестине, Индонезии, Малайзии, Малайе, Корее, Аргентине, Ираке, Боснии, Косово, Сьерра-Леоне, Восточном Тиморе. В 2010-е годы бойцы корпуса связи несут службу на Кипре и в Афганистане. С 1994 года базой основных учебных подразделений корпуса (11-го и 8-го полка) является база Блэндфорд в Дорсете: ранее они несли службу в гарнизоне Кэттерик в Северном Йоркшире. В 2012 году была расформирована 2-я бригада связи и национальных коммуникаций: ранее она включала в себя 10-й, 32-й, 37-й, 38-й, 39-й и 71-й полки связи, 299-й эскадрон связи и отдельных коммуникаций, группу специалистов с 81-м эскадроном связи, Группу наземных информационных и коммуникационных служб, Группу наземного обеспечения информации и Центральную штаб-квартиру добровольцев корпуса.
Дальнейшие изменения в структуре Королевского корпуса связи будут происходить согласно программе реформирования армии «Army 2020».

## Униформа и знаки отличия
Основными цветами корпуса являются белый и синий, изображённые на тактической нашивке, которую наносят на правый рукав униформы солдата Корпуса связи (со стороны наблюдателя нашивка представляет собой белый и синий прямоугольники, расположенные горизонтально). Служащим воздушно-десантных подразделений Королевского корпуса связи полагается носить дополнительную нашивку на правом рукаве — квадрат с верхней белой и нижней синей половинами. Во время подготовки 5-й воздушно-десантной бригады к Фолклендской войне такую же нашивку пытались предложить обычным парашютистам связисты, но к концу 1980-х от этой идеи парашютисты отказались.
На головном уборе солдат изображён древнеримский бог Меркурий, который являлся в римской мифологии посланцем богов. В Корпусе его называют «Джимми» (англ. Jimmy), но происхождение этого прозвища является неясным. По одной версии, это произошло от имени итальянского скульптора Джамболоньи, который и был автором бронзовой статуи Меркурия. По другой версии — так звали боксёра Джимми Эмблена, служившего в Корпусе связи в 1921—1924 годах, чемпиона Великобритании среди военных 1924 года. Знак был утверждён в 1970 году к 50-летию корпуса.
Используемые образцы униформы: No. 2, No. 4 и No. 14. К униформе прилагается тёмно-синий строп, символизирующий происхождение от Корпуса королевских инженеров. Воздушно-десантные части прилагают к униформе зелёный строп из парашютного корда, напоминая о службе корпуса во Второй мировой войне — перед воздушным десантом во Франции командир корпуса приказал личному составу отрезать несколько строп от парашютов на случай непредвиденных обстоятельств.
Девиз корпуса — Быстро и уверенно (лат. Certa Cito, англ. Swift and Sure), изображённый на кокардах. Покровителем корпуса и почётным полковником является британская принцесса Анна.

## Оснащение
В распоряжении Королевского корпуса связи есть широкий спектр специальных коммуникационных систем как для сугубо военного пользования, так и для коммерческого распространения. К таковым относятся:
- Наземные спутниковые станции
- Наземные системы радиолокации и радиовещания
- Боевые радиосистемы
- Компьютерные сети
- Прикладное военное программное обеспечение

## Состав корпуса
Представленная ниже структура Королевского корпуса связи в будущем изменится согласно программе реформы войск «Army 2020».

### Бригады
- 1-я бригада связи[англ.]: штаб-квартира бригады расположена в Глостере, где находятся штаб-квартира Союзного корпуса быстрого реагирования[англ.] и его вспомогательный батальон. Бригада состоит из четырёх отрядов специалистов, каждый из которых играет свою уникальную роль в миссиях и может прибыть в любую точку мира. В состав бригады входят Батальон быстрого реагирования, 22-й полк связи, 30-й полк связи и 299-й эскадрон связи и отдельных коммуникаций[10].
- 11-я бригада связи и штаб-квартиры[англ.]: штаб-квартира расположена на базе Доннингтон в Западном Мидлендсе. Бригада делится на 2-ю и 7-ю группы связи. Состав 2-й группы: 10-й, 15-й, 32-й, 37-й, 38-й, 39-й, 71-й полки связи. Состав 7-й группы: 1-й, 2-й, 3-й, 16-й, 21-й полки связи[11].

### Основные полки
- 1-й полк связи (Стаффорд)
  - Штабной эскадрон
  - 200-й эскадрон свзяи
  - 211-й эскадрон связи
  - 201-й эскадрон связи (создан на основе 201-го и 212-го эскадронов)[12]
  - Эскадрон поддержки
- 2-й полк связи (Йорк)
  - 214-й эскадрон связи[13]
    - Отряд «Roman»
    - Отряд «Saxon»
    - Отряд «Viking»

  - 219-й эскадрон связи[14]
    - Отряд «Eagle»
    - Отряд «Falcon»
    - Отряд «Phoenix»

  - 246-й гуркхский эскадрон связи[англ.][15]
    - Отряд «Island»
    - Отряд «Kowloon»
    - Отряд «Sekkong»

  - Эскадрон поддержки
- 3-й полк связи (Булфорд)
  - Эскадрон поддержки «Somme»
  - 202-й эскадрон связи
  - 206-й эскадрон связи
  - 228-й эскадрон связи
- 10-й полк связи (Корсхэм)
  - 225-й эскадрон связи и электронной контрборьбы
  - 241-й эскадрон связи
  - 243-й эскадрон связи
  - 251-й эскадрон связи
  - 81-й эскадрон связи
- 11-й учебный полк связи (Бландфорд)
  - Королевская школа связи[англ.]
- 14-й полк связи и радиоэлектронной борьбы (Хаверфордуэст)
  - Эскадрон оперативной поддержки
  - 223-й эскадрон связи и радиоэлектронной борьбы
  - 226-й эскадрон связи и радиоэлектронной борьбы
  - 237-й эскадрон связи и радиоэлектронной борьбы
  - 245-й эскадрон связи и радиоэлектронной борьбы
- 15-й полк связи и информационной поддержки (Бландфолд)
  - 254-й полк связи (бывший полк группы наземных служб информации и коммуникации)
- 16-й полк связи (Стаффорд)
  - 207-й эскадрон связи «Jerboa»
  - 230-й эскадрон связи «Malaya»
  - 255-й эскадрон связи «Bahrain»
  - Эскадрон поддержки
- 18-й полк связи особого назначения[англ.] (Херефорд)
  - Эскадрон связи Особой лодочной службы
  - 264-й эскадрон связи Особой воздушной службы
  - 267-й эскадрон связи Особого разведывательного полка
  - 268-й эскадрон связи Спецназа Великобритании
  - 63-й резервный эскадрон связи Спецназа Великобритании
- 21-й полк связи (Колерн)
  - Эскадрон штаба
  - 204-й эскадрон связи[16]
    - Отряд коммуникаций «Rhine»
    - Отряд коммуникаций «Alamein»
    - Отряд коммуникаций «Messina»

  - 215-й эскадрон связи[17]
    - Отряд «Bengal»
    - Отряд «Caspian»
    - Отряд «Sabre»

  - 220-й эскадрон связи[18]
    - Отряд «Bost»
    - Отряд «Pristina»
    - Отряд «Shaibah»

  - Эскадрон поддержки
- 22-й полк связи (Стаффордшир)
  - 217-й эскадрон связи
    - Отряд «A»
    - Отряд «B»[19]

  - 222-й эскадрон связи
  - 248-й гуркхский эскадрон связи[англ.]
  - 252-й гонконгский эскадрон связи (казармы Имдзин, Иннсуорт)
  - Эскадрон поддержки
- 30-й полк связи (Брамкот)
  - 244-й эскадрон связи и воздушной поддержки
    - Отряд стратегических коммуникаций «Romeo»
    - Отряд стратегических коммуникаций «Sierra»
    - Отряд стратегических коммуникаций «Tango»
    - Вспомогательный отряд обслуживания

  - 250-й гуркхский эскадрон связи[англ.]
    - Отряд стратегических коммуникаций «Victor»
    - Отряд стратегических коммуникаций «Whisky»
    - Отряд стратегических коммуникаций «X-Ray» (поддерживал 16-ю десантно-штурмовую бригаду)[20]
    - Вспомогательный отряд обслуживания

  - 256-й эскадрон связи[21]
    - Отряд стратегических коммуникаций «Alpha»
    - Отряд стратегических коммуникаций «Bravo»
    - Отряд стратегических коммуникаций «Charlie»
    - Вспомогательный отряд обслуживания и ремонта

  - 258-й эскадрон связи[22]
    - Отряд стратегических коммуникаций «Delta»
    - Отряд стратегических коммуникаций «Foxtrot»
    - Отряд стратегических коммуникаций и оперативной разведки «Echo»
    - Вспомогательный отряд обслуживания

  - Эскадрон поддержки

### Вспомогательные подразделения
- Штаб 16-й десантно-штурмовой бригады (Колчестер)
- Штаб 216-го эскадрона связи[англ.] (Колчестер)
- 299-й эскадрон связи и особых коммуникаций (Блетчли)
- Штаб 38-й ирландской бригады и отряда связи (Северная Ирландия)
- 600-й отряд связи (15-й полк связи и информационной поддержки)
- 628-й отряд связи (1-й батальон связи НАТО, бывший 280-й британский эскадрон связи и 28-й полк связи)
- 643-й отряд связи (10-й полк связи)
- 660-й отряд связи (11-й полк радиоэлектронной и радиолокационной борьбы)
- Объединённый отряд связи (Кипр, британский контингент[англ.])
- Кипрский отряд коммуникаций (британский контингент[англ.])
- Отряд совместных коммуникаций (Фолклендские острова)
- Мотоциклетная команда Королевского корпуса связи[англ.] («белые шлемы» с 1960-х)
- Оркестр Королевского корпуса связи[23]
- Оркестр волынщиков и барабанщиков Королевского корпуса связи[24]

### Подразделения резерва
- 32-й полк связи[англ.] (Глазго)
  - 52-й Лоулендский эскадрон поддержки (Глазго/Йорк)
  - 2-й Дандийский и Хайлендский эскадрон связи (Данди/Абердин)
  - 40-й эскадрон связи Североирландской кавалерии[англ.] (Белфаст)
  - 51-й шотландский эскадрон связи (Восточный Килбрайд)
- 37-й полк связи[англ.] (Реддич)
  - 54-й Вустерширский эскадрон поддержки (Реддич)
  - 33-й Ланкаширский эскадрон связи (Ливерпуль)
  - 48-й Бирмингемский эскадрон связи (Бирмингем/Ковентри)
  - 50-й Северный эскадрон связи (Дарлингтон)
  - 64-й Шеффилдский эскадрон связи (Шеффилд)
- 39-й полк связи[англ.] (Бристоль)
  - 93-я Северно-Сомерсетский йоменский эскадрон поддержки (Бристоль)
  - 43-й Уэссекский эскадрон связи (Бат)
  - 53-й Валлийский и Западный эскадрон связи (Кардифф)
  - 94-й Беркширский йоменский[англ.] эскадрон связи (Виндзор)
- 71-й йоменский полк связи[англ.] (Бекслихит)
  - 265-й Кентский и егерский[англ.] эскадрон поддержки (Бекслихит)
  - 31-й Миддлсекский йоменский имени принцессы Луизы Кенсингтонский эскадрон связи (Аксбридж/Кулсдон)
  - 36-й Эссекский йоменский эскадрон связи (Колчестер/Челмсфорд)
  - 68-й йоменства города судебных иннов[англ.] эскадрон связи (Лондон)
- Центральный добровольческий штаб королевского корпуса связи (Корсхэм)
- 63-й резервный эскадрон связи Спецназа Великобритании (18-й полк связи Спецназа Великобритании, остров Торни)
- Северный оркестр Королевского корпуса связи (37-й полк связи, Дарлингтон)
- Объединённое командование
  - Группа наземного обеспечения информации (Объединённая кибергруппа, Корсхэм)

## Кадеты
Королевский корпус связи является протектором Кадетских армейских сил и Объединённых кадетских сил. Также корпус занимается спонсированием иных молодёжных военных организаций.